# Temple Brothers
Temple Brothers war ein US-amerikanischer Hersteller von Automobilen.

## Unternehmensgeschichte
Das Unternehmen war eine mechanische Werkstätte in Framingham in Massachusetts. 1921 begann die Produktion von Automobilen. Der Markenname lautete Temple-Westcott. Westcott war Arzt oder Zahnarzt und Geldgeber. 1922 endete die Produktion. Als Gesamtzahl wurde jahrelang 10 oder 20 Fahrzeuge genannt. Eine neuere Quelle gibt sechs Fahrzeuge an.

## Fahrzeuge
Die Fahrzeuge hatten einen V8-Motor von Herschell-Spillman. Das Fahrgestell hatte zwischen 317 und 330 cm Radstand. Die Bela Body Company aus derselben Stadt fertigte die Karosserien an. Eine andere Quelle gibt auch einen Sechszylindermotor an.